# كويتشي أباريسيو
كويتشي أباريسيو (بالإسبانية: Koichi Aparicio)‏ هو لاعب كرة قدم بيروفي في مركزي قلب الدفاع والدفاع، ولد في 6 يونيو 1992 في Pueblo Libre District, Lima ‏ في بيرو. شارك مع منتخب بيرو لكرة القدم. أما مع النوادي، فقد لعب مع أليانزا ليما.

## وصلات خارجية
- كويتشي أباريسيو على موقع قاعدة بيانات كرة القدم.إي يو (الإنجليزية)
- كويتشي أباريسيو على موقع ناشيونال فوتبول تيمز (الإنجليزية)
- كويتشي أباريسيو على موقع Soccerway.com (الإنجليزية)
- كويتشي أباريسيو على موقع AS.com (الإسبانية)